# ژان دووینیو
ژان دووینیو (به فرانسوی: Jean Duvignaud) نویسنده، جامعه‌شناس و اندیشمند مردم‌شناس فرانسوی قرن ۲۰ میلادی بود.
وی در ۲۲ فوریه ۱۹۲۱ در لا روشل، شرانت-ماریتیم به دنیا آمد.